# Rothaus
La Badische Staatsbrauerei Rothaus AG (Cervecería del Estado Badense Rothaus SA) es una cervecería con sede en la aldea de Rothaus, que pertenece al municipio de Grafenhausen, en el distrito de Waldshut, en el sur de Baden-Wurtemberg, Alemania.

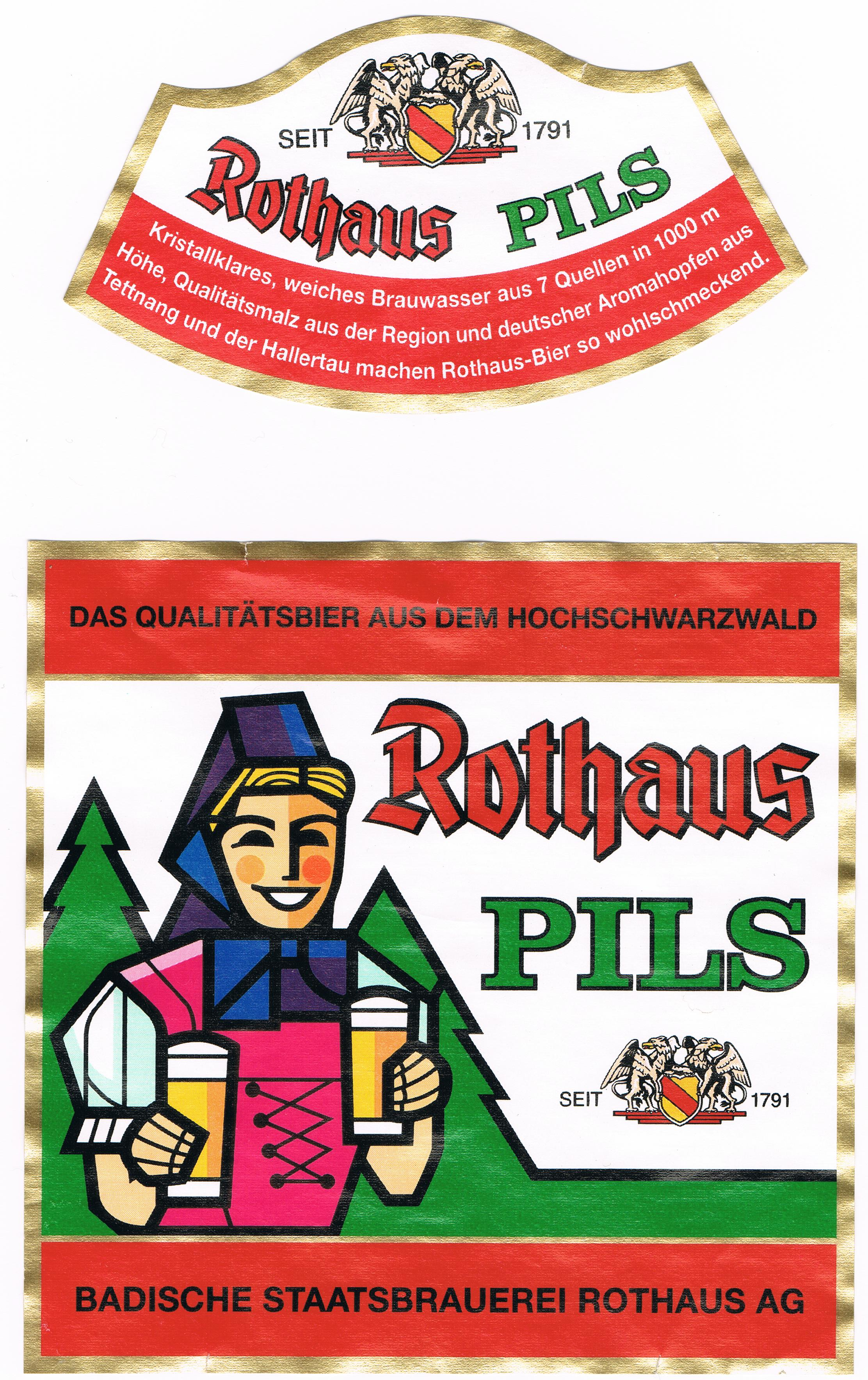
Etiqueta de la cerveza Rothaus

## Historia
La cervecería Rothaus fue fundada en 1781 por Martin Gerbert, príncipe-abad de la abadía benedictina de St. Blasien, en el restaurante Zum Rothen Haus (A la casa Rothen). Poco tiempo después, en 1806, la abadía fue secularizada y la cervecería pasó a ser propiedad del Gran Ducado de Baden y a partir de entonces fue llamada Großherzoglich Badische Staatsbrauerei Rothaus (Cervecería Granducal Estatal Badense Rothaus). Desde la abolición la monarquía en 1918 y la transformación de la empresa en una sociedad anónima solo cuatro años después lleva su nombre actual. En la actualidad el estado federado de Baden-Wurtemberg, mediante una sociedad de participación financiera que pertenece al estado, es el único accionista de la cervecería Rothaus.

## Presentación del producto
Las etiquetas de las botellas muestran una chica de la Selva Negra en traje regional que tiene el nombre Birgit y el apellido Kraft. Pero no es solo un nombre y apellido alemanes, sino que la pronunciación de Birgit Kraft es idéntica con la frase alemanica Bier git Kraft (la cerveza da fuerza). En las etiquetas de las botellas de la marca Tannenzäple (pequeños piñas de abeto) hay piñas de una variedad específica que crecen hacia arriba en vez de colgar de las ramas. Se supone que esto es una referencia a la posición de la botella cuando se bebe la cerveza.

## Literatura
- Folleto, 24 pp.

## Enlaces
- Wikimedia Commons alberga una categoría multimedia sobre Rothaus.
- Sitio web